# 楊力 (作家)
楊力（1946年—），白族，云南大理人，中國中医学家、作家、周易学家。中国中医科学院研究生院教授，中国作家协会会员。著有長篇歷史小說《千古系列》、《中華五千年文化經典》等書。

## 生平
杨力祖籍江苏，生于云南大理。1966年毕业于云南中医学院中医系，1979年考入中国中医科学院研究生院，1981年获医学硕士学位。1968－1979年在富民县医院中医科工作。1981年至中国中医科学院任教。

## 作品
杨力于1981年开始发表作品，已出版作品几十部。包括《周易与中医学》《中醫疾病預測學》《中醫運氣學》《黄帝内经临床智慧》等中医书籍；“中华五千年文化经典系列”三部（《中華五千年文化經典》《中華五千年文學經典》《中華五千年科學經典》），多部国学书籍，小说有“千古系列”八部（含《千古傳奇》《千古絕戀》《千古王朝》《千古漢武》《千古智聖》《千古英雄》《千古遺恨》《千古女皇》《千古孔子》《千古一帝》）、《周文王》，以及《楊力詩詞》《楊力散賦》。